# Christian Uhlig (Wirtschaftswissenschaftler)
Christian Uhlig (* 20. September 1931 in Leipzig) ist ein deutscher Buchhändler und Wirtschaftswissenschaftler.

## Leben
Christian Uhlig wurde 1931 als Sohn des Leiters der Deutschen Buchhändler-Lehranstalt Friedrich Uhlig (1895–1973) in Leipzig geboren. Er besuchte die humanistische Thomasschule zu Leipzig. Nach dem Abitur 1950 absolvierte er eine Lehre zum Sortimentsbuchhändler in der Schrobsdorff’schen Buchhandlung beim Thomas-Mann-Forscher Hans-Otto Mayer und dessen Frau in Düsseldorf. 1952 legte er seine Buchhandlungsgehilfen-Prüfung an der Buchhändlerschule in Köln ab. Von 1953 bis 1955 arbeitete er beim Rowohlt Verlag in Hamburg, der von Ernst Rowohlt und Heinrich Maria Ledig-Rowohlt geleitet wurde. Er begegnete Schriftstellern wie Kurt Kusenberg, Walter Mehring, Alfred Polgar und Gregor von Rezzori. Uhlig studierte dann Betriebs- und Volkswirtschaftslehre sowie Sozial- und Rechtswissenschaften an der Universität Hamburg. Als Trainee war er von 1957 bis 1958 in der Kunstbuchhandlung Wittenborn & Company des Buchhändlers George Wittenborn in New York City tätig. Nach seinem Studienabschluss als Diplom-Volkswirt studierte er noch ein Jahr am Centre Européen der Universität Nancy in Frankreich. Ab 1960 war er wissenschaftlicher Assistent beim späteren Bundeswirtschaftsminister Karl Schiller am Institut für Außenhandel und Überseewirtschaft der Universität Hamburg. 1965 wurde er ebendort zum Dr. rer. pol. promoviert. Er arbeitete in der Folge am Institut für Buchmarktforschung und war von 1965 bis 1967 Leiter des Referats Entwicklungspolitik im Hamburgischen Welt-Wirtschafts-Archiv. 1967 wechselte er als Akademischer Rat an die Abteilung für Wirtschaftswissenschaft der Ruhr-Universität Bochum. Er war von 1970 bis 1974 Repräsentant und Projektleiter der Friedrich-Ebert-Stiftung (FES) in Antananarivo auf Madagaskar. Er betreute u. a. Projekte in Indien, Ruanda, Somalia, Benin und der Volksrepublik China. Ab 1974 war er Mitarbeiter und wissenschaftlicher Koordinator am Institut für Entwicklungsforschung und Entwicklungspolitik (IEE) der Ruhr-Universität Bochum und Lehrbeauftragter (Akademischer Oberrat) für Wirtschafts- und Entwicklungspolitik an der Abteilung für Wirtschaftswissenschaft. Später wurde er zum Akademischen Direktor und zum Leiter der Sektion Bildungsökonomik, Wissenschaft, Technologie ernannt. 1992 war er Gründungsprofessor und Studiendekan des Studiengangs Buchhandel / Verlagswirtschaft am Fachbereich Buch und Museum an der Hochschule für Technik, Wirtschaft und Kultur Leipzig und wirkte dort bis zu seiner Emeritierung. Seit 1997 wohnt er in Bochum. Er war verheiratet mit Gerta Ohnesorge (1932–2004), einer Tochter der CDU-Politikerin Lena Ohnesorge.

## Schriften
Christian Uhlig publizierte zahlreiche Schriften zum Thema „Unternehmerische Kooperation mit Entwicklungsländern“. Zudem ist er Autor der 20. Auflage des Lehrbuchs Sortimentsbuchhandel, das 2008 im Hauswedell-Verlag erschien.

## Auszeichnungen
2009: Universitätsmedaille der Ruhr-Universität Bochum